# Chrysopilus niveofarniosus
Chrysopilus niveofarniosus är en tvåvingeart som beskrevs av Frey 1954. Chrysopilus niveofarniosus ingår i släktet Chrysopilus och familjen snäppflugor. Inga underarter finns listade i Catalogue of Life.